# Elston Turner Junior
Pour les articles homonymes, voir Turner.
Elston Turner Junior, né le 3 juin 1990 à Sacramento, est un joueur américain professionnel de basket-ball.

## Biographie
Il signe le 4 juillet 2014 à l'Élan Chalon. Mais il quitte le club début octobre 2014 après deux matchs de Pro A pour rejoindre Brindisi.
Au mois de juillet 2020, il reste dans le championnat grec en s'engageant pour une saison avec le PAOK Salonique.

## Clubs successifs

### Formation
Lycée
- 0000-2008 :  Ford Bend Elkins High School (Missouri)

Université
- 2008-2010 :  Huskies de Washington (NCAA 1)
- 2011-2013 :  Texas A & M (NCAA 1)

### Professionnel
- 2013-2014 :  Victoria Libertas Pesaro (LegA)
- 2014 :  Élan sportif chalonnais (Pro A)
- 2014-2015 :  New Basket Brindisi (LegA)
- 2015-2017 :  Guerino Vanoli Basket (LegA)
- 2017-2018 :  OnSharing Siena (Serie A2)
- 2018 :  Napoli Basket (Serie A2)
- 2018-2019 :  Eisbären Bremerhaven (BBL)
- 2019-2020 :  Ifaistos Limnou (ESAKE)
- 2020-2021 :  PAOK Salonique (ESAKE)
- 2021 :  Iraklis Salonique (ESAKE)